# Styracaster paucispinus
Styracaster paucispinus is een kamster uit de familie Porcellanasteridae.
De wetenschappelijke naam van de soort werd in 1907 gepubliceerd door Hubert Ludwig.